# Milan Ferančík
Milan Ferančík (29. října 1951 – 21. března 2001) byl slovenský fotbalista.

## Fotbalová kariéra
V československé lize hrál za ZŤS Košice. Dal 5 ligových gólů. Po odchodu ze ZŤS Košice hrál za TTS Trenčín.

## Ligová bilance
| Ročník                                      | Zápasy | Góly | Klub        |
| ------------------------------------------- | ------ | ---- | ----------- |
| 1. československá fotbalová liga 1978/79    | 28     | 4    | ZŤS Košice  |
| 1. československá fotbalová liga 1979/80    | -      | 0    | ZŤS Košice  |
| 1. československá fotbalová liga 1980/81    | 12     | 0    | ZŤS Košice  |
| 1. slovenská národní fotbalová liga 1981/82 | 21     | 2    | ZŤS Košice  |
| 1. slovenská národní fotbalová liga 1982/83 | 24     | 1    | ZŤS Košice  |
| 1. slovenská národní fotbalová liga 1983/84 | 23     | 4    | TTS Trenčín |
| 1. slovenská národní fotbalová liga 1984/85 | 2      | 0    | TTS Trenčín |
| CELKEM I. LIGA                              | -      | 5    |             |